# Aburiplus trochanteralis
Aburiplus trochanteralis is een hooiwagen uit de familie Pyramidopidae. De wetenschappelijke naam van Aburiplus trochanteralis gaat  terug op Roewer.